# Synagogue de Boulogne-Billancourt
Synagogue de Boulogne-Billancourt är en synagoga i Boulogne-Billancourt i Frankrike. Den ritades av arkitekt Emmanuel Pontremoli, och öppnades 21 september 1911.